# Torre della televisione di Dresda
La torre della televisione di Dresda è una torre posta sulle alture circostanti la città di Dresda, utilizzata per la diffusione dei segnali televisivo, radiofonico e di telefonia mobile.
Venne costruita dal 1964 al 1969 su progetto di Kurt Nowotny, Hermann Rühle e Johannes Braune; il progetto rimanda alla torre della televisione di Stoccarda, considerata un prototipo per strutture analoghe in entrambi gli Stati tedeschi.
La torre è costituita di una struttura in calcestruzzo armato di 167 metri di altezza, sormontata da un'antenna di 85 metri; la torre raggiunge così un'altezza complessiva di 252 metri.
Alla base dell'antenna è presente un ampio spazio praticabile, già adibito a bar con terrazza panoramica; dal 1991 la struttura non è più accessibile al pubblico.